# Manfred Stolle
Manfred Stolle (ur. 5 marca 1937 w Lipsku) – wschodnioniemiecki lekkoatleta specjalizujący się w rzucie oszczepem.
Piąty zawodnik igrzysk olimpijskich w Meksyku (1968) z wynikiem 84,42. Uczestnik mistrzostw Europy w roku 1966 w Budapeszcie (1966). W 1971 w Helsinkach podczas imprezy tej samej rangi zrezygnował w kwalifikacjach. Siedmiokrotny mistrz NRD w rzucie oszczepem w latach 1967–1973. Wystąpił również na igrzyskach olimpijskich w Monachium (1972), na których wywalczył w finale 9. miejsce.
Rekord życiowy: 90,68 (4 lipca 1970, Erfurt).